# Paolo De Michelis
Paolo De Michelis (Valenza, 24 febbraio 1889 – 26 marzo 1961) è stato un politico italiano.
È stato deputato all'Assemblea Costituente e del Regno d'Italia.

## Biografia
Paolo De Michelis nacque a Valenza Po (Alessandria) il 24 febbraio 1889. Operaio orafo, aderì giovanissimo, nel 1904, al Partito Socialista Italiano (PSI) e nel 1914, a venticinque anni, fu eletto consigliere comunale nella sua città natale. L'anno seguente fu nominato segretario generale della Camera del lavoro della Confederazione generale del lavoro di Alessandria, divenendo uno dei più rappresentativi organizzatori sindacali della provincia.
Collaborò attivamente come pubblicista a numerosi periodici locali tra cui La Scure di Valenza, Bandiera Rossa di Casale Monferrato, L'Idea Nuova settimanale della federazione socialista alessandrina, e l’Avanguardia organo nazionale d'informazione della Federazione giovanile socialista. Allo scoppio del conflitto mondiale assunse posizioni antimilitariste e fu attivo propagandista del neutralismo.
Morì nel 1961 all'età di settantadue anni.

## Vita politica
Nelle elezioni politiche del 1919, le prime con il sistema proporzionale, fu eletto deputato e per le sue riconosciute doti di organizzatore, fu nominato segretario del gruppo parlamentare socialista alla Camera dei deputati.
Rimasto nel partito socialista dopo la scissione comunista del gennaio 1921, nell'aspro dibattito tra le correnti interne De Michelis si schierò con la fazione "centrista", capeggiata da Gregorio Agnini, che cercava di mediare tra le posizioni dei riformisti turatiani, sostenitori di una politica gradualista e i massimalisti guidati da Serrati, favorevoli all'azione rivoluzionaria e all'adesione all'Internazionale Comunista. Il tentativo, destinato all'insuccesso per l'intransigenza della maggioranza massimalista, era quello di evitare una nuova scissione, attraverso un compromesso tra l'autonomia d'azione rivendicata dal gruppo parlamentare, in larga maggioranza riformista, e la direzione del partito, che non intendeva abdicare al suo ruolo di guida complessiva del movimento socialista, sindacato compreso.
De Michelis aderì, nell'ottobre del 1922, al Partito Socialista Unitario (PSU), forte di oltre 80 deputati, che raccoglieva i dirigenti politici e sindacali riformisti espulsi dal PSI massimalista e di cui divenne segretario Giacomo Matteotti. Con il giovane deputato veneto egli strinse subito un forte sodalizio politico, diventandone il segretario particolare, fino al rapimento e all'uccisione del leader riformista nell'estate del 1924.

### Antifascismo
Nell'ambito delle attività organizzative del PSU, De Michelis aveva assunto nel 1923 l'incarico di segretario della Federazione interprovinciale Laziale-Umbra e l'anno seguente era stato inviato in Sicilia, quale fiduciario della direzione nazionale per promuovervi l'organizzazione del partito. Nel 1925, invece, fu nominato segretario della sezione di Roma.
Sciolto il PSU nel novembre del 1925 a causa dell'attentato a Benito Mussolini compiuto da un ex deputato riformista, Tito Zaniboni, De Michelis, dopo la morte della sua compagna, lasciò la capitale e ritornò a Torino, per continuare la battaglia politica contro il fascismo oramai imperante. In Piemonte ricoprì il delicato incarico di fiduciario-segretario della sezione regionale del Partito Socialista dei Lavoratori Italiani (PSLI), erede del disciolto PSU.
Il Piemonte era una delle ultime roccaforti dell'opposizione al fascismo ed in particolare una roccaforte dei riformisti, che nelle elezioni del 1924, contrassegnate dalle violenze squadriste, erano stati il primo partito della sinistra nella regione, sopravanzando sia il PSI massimalista che il Partito Comunista d'Italia (PCd'I) di Antonio Gramsci e Palmiro Togliatti, ottenendo oltre 50.000 voti e portando in Parlamento ben tre deputati (Giulio Casalini, Oddino Morgari e Bruno Buozzi).
Abbandonata l'attività politica durante il ventennio, De Michelis dopo la caduta di Mussolini, nel luglio del 1943, si recò a Casale Monferrato per riallacciare i rapporti con i vecchi compagni socialisti e dopo l'8 settembre partecipò attivamente alle riunioni del locale Comitato di liberazione nazionale che operava nel comprensorio casalese e a Valenza.
Per questa sua attività resistenziale De Michelis fu arrestato nel marzo del 1944 e condotto alle carceri "Nuove" di Torino, dopo essere transitato nella caserma di via Asti, luogo di tortura delle milizie nazi-fasciste operanti nel capoluogo subalpino.

### Dopo la Liberazione
Dopo la Liberazione riprese il lavoro di riorganizzazione delle disperse file socialiste che si erano riunite nel PSIUP, nato nel 1943 dall'unione del PSI con il Movimento di Unità Proletaria (MUP) di Lelio Basso e l'Unione Proletaria Italiana (UPI) di Giuliano Vassalli e Achille Corona), assumendo l'incarico di segretario della federazione provinciale di Alessandria..
Nel gruppo socialista alla Costituente De Michelis ritornò a ricoprire l'incarico di segretario, che aveva svolto prima del fascismo sia nel PSI che, dopo il 1922, nel PSU. L'acceso dibattito interno al partito socialista tra i sostenitori di un'alleanza organica con i comunisti per approdare, in tempi brevi, ad un partito unico dei lavoratori e i fautori, al contrario, di una maggiore autonomia del PSI rispetto al Partito Comunista Italiano (PCI), sfociò nella scissione di Palazzo Barberini e la fondazione del Partito Socialista dei Lavoratori Italiani (PSLI), erede del PSU pre-fascista. A differenza della stragrande maggioranza dei riformisti, De Michelis decise di non aderire al PSLI per continuare la sua militanza nel partito socialista.
Il suo contributo in sede costituente lo diede soprattutto nell'ambito delle cinque diverse commissioni di cui fece parte per l'esame di disegni di legge governativi, per lo più in materia di norme elettorali.